# Citrus assamensis
Citrus assamensis là một loài thực vật có hoa trong họ Cửu lý hương. Loài này được R.M.Dutta & Bhattacharya mô tả khoa học đầu tiên năm 1951.